# Senna (smädedikt)
Senna är i fornvästnordisk litteratur en smädedikt. Ordet betyder “hån, träta, munhuggeri”, men kan också användas som verb. Etymologiskt hänger ordet samman med adjektivet sannr (”sann”), som har släktingar i flera germanska språk och vars grundbetydelse är ”bevisa, övertyga, påstå”.
Den mest kända sennan i den poetiska Eddan är Lokasenna, där Loke på gästabud i Ägirs hall i tur och ordning smädar de församlade gudarna. Asarna beskyller han för feghet och omanlighet (ergi), asynjorna anklagas för sexuell lössläppthet. Bakgrunden till flera av Lokes beskyllningar är okänd för oss, men kan bygga på nu förlorade myter. Alla anklagelser behöver dock inte vara sanna.
Sennor förekommer i den poetiska Eddans alla tre Helge-dikter. Den mest genomarbetade finns i Hrímgerðarmál, som ingår i Helgakviða Hjǫrvardssonar (”Kvädet om Helge Hjörvardsson”). Här har jarlen Atli Iðmundarson en nattlig träta med hrimtursan Hrímgerðr. Syftet är att reta upp henne så att hon glömmer tiden och dröjer sig kvar tills hon träffas av det första gryningsljuset. Då förvandlas hon till sten.
Som utmaning eller eggelse fungerar ordfäktningen mellan Sinfjǫtli och Guðmundr Granmarsson i Helgakviða Hundingsbana in fyrri (”Första kvädet om Helge Hundingsbane”). Här hetsar de båda stridstupparna varandra till kamp genom ömsesidiga beskyllningar för omanlighet. Senna före ett slag används också som litterärt motiv i flera sagor. I Heimskringla låter exempelvis Snorre Sturlasson kung Óláfr Haraldsson ha en verbal träffning med Kálfr Árnason före slaget vid Stiklestad, och även de bönder som står fylkade på motsatta sidor, sägs på motsvarande sätt ha sennat varandra.
Motivet i eddadikten Guðrúnarhvǫt (″Gudruns eggelse″) framgår redan i första strofens första rad, vari omtalas den senna slíðrfengligsta (”mest ödesbringande senna”), varmed Guðrún Gjúkadóttir skäller ut sina söner och kallar dem lata, odugliga och fega. Avsikten är att tvinga dem att motbevisa anklagelserna genom att gripa till vapen och hämnas mordet på deras halvsyster Svanhildr. Hon lyckas i sitt uppsåt – vilket blir sönernas död. Även två sagor, Ǫlkofra þáttr och Bandamanna saga, har en senna som huvudmotiv. Här sker sennandet på tinget – men det var nog inte riktigt där som sennor hörde hemma, invänder Anne Holtsmark.
Som litterärt motiv är senna besläktad med manjämning. Syftet med en senna är att svärta ner sin motståndare, medan manjämningen har som mål att framhäva den egna förträffligheten. Båda dessa motiv samsas i en dikt som Hárbarðsljóð, där gudarna Tor och Oden ömsom prisar sig själva och ömsom klankar ner på varandra.
En annan typ av senna med uppfostrande syfte dyker upp i högmedeltidens lärda, från latinet översatta, fingerade dialoger mellan personifierade begrepp eller abstraktioner, till exempel Julens och fastans träta, Kroppens och själens träta, med flera.
Juridiskt hör fenomenet senna till lagböckernas Mannhelgarbǫlk, som fastställer böter för skällsord och liknande fullréttisorð (”kränkande beskyllningar”).